# Commiphora karibensis
Commiphora karibensis är en tvåhjärtbladig växtart som beskrevs av Hiram Wild. Commiphora karibensis ingår i släktet Commiphora och familjen Burseraceae. Inga underarter finns listade i Catalogue of Life.